# Czaplice Wielkie
Czaplice Wielkie (prononciation : [t͡ʂaˈplit͡sɛ ˈvjɛlkʲɛ]) est un village polonais de la gmina de Chorzele dans le powiat de Przasnysz de la voïvodie de Mazovie dans le centre-est de la Pologne.
Il se situe à environ 5 kilomètres au sud-ouest de Chorzele (siège de la gmina), 23 km au nord de Przasnysz (siège du powiat) et à 112 km au nord de Varsovie (capitale de la Pologne).

## Histoire
De 1975 à 1998, le village appartenait administrativement à la voïvodie d'Ostrołęka.